# Leucotmemis sanguinea
Leucotmemis sanguinea là một loài bướm đêm thuộc phân họ Arctiinae, họ Erebidae.